# 威廉·福格特
弗雷德里希·威廉·福格特（德語：Friedrich Wilhelm Voigt，1849年2月13日—1922年1月3日）是普鲁士的一名鞋匠。1906年10月17日，他謊稱自己是冯·马尔扎恩上尉（Hauptmann von Malzahn）並带着11个士兵前往科佩尼克市政厅逮捕了科佩尼克市长并抢走了4000黄金马克。
这一件事在欧洲掀起了轩然大波，他被尊称为民族英雄「科佩尼克上尉」（Hauptmann von Köpenick），以他为原型的艺术作品数不胜数。

## 生平

### 少年时期与首次入狱

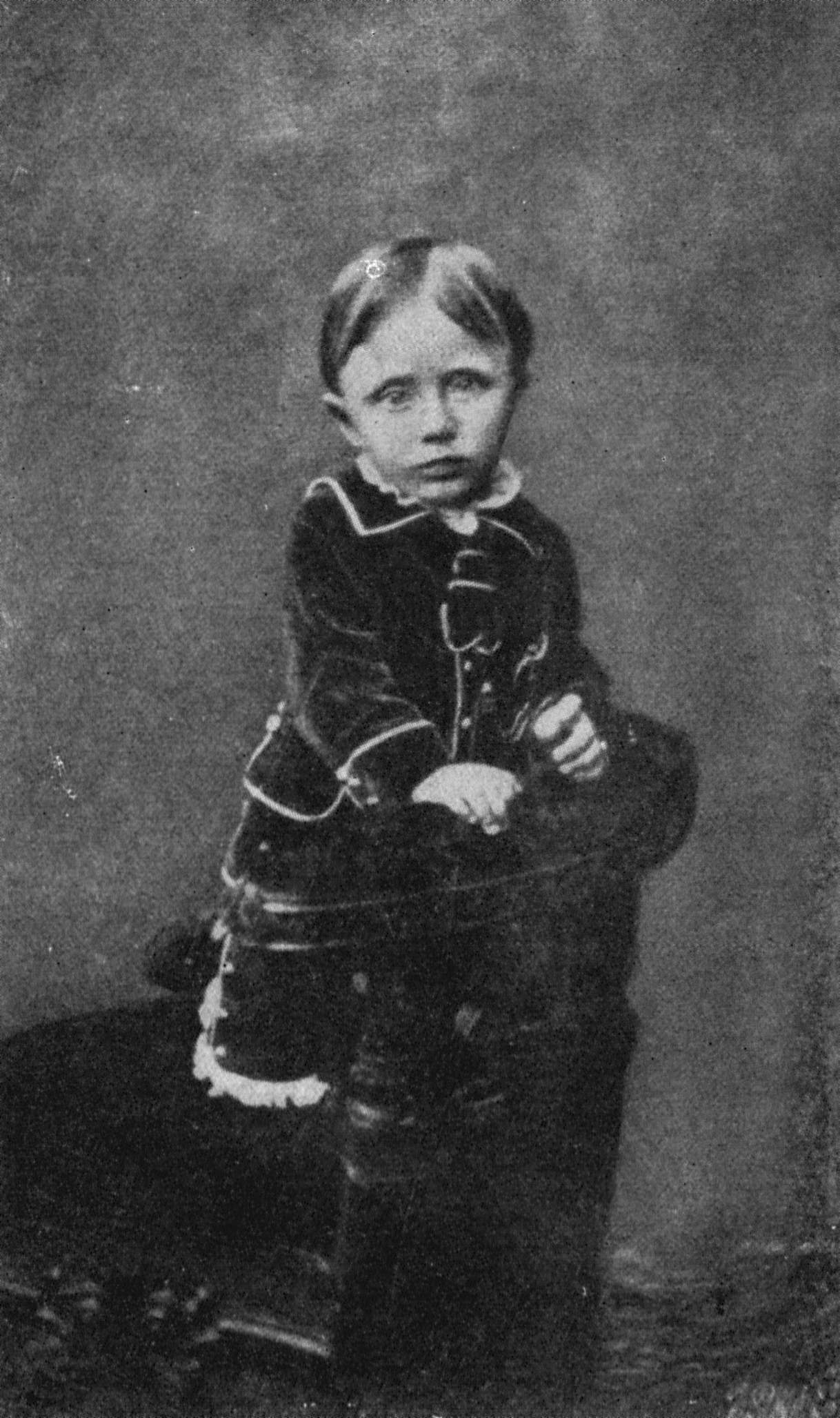
幼年时期的威廉·福格特

1849年2月13号，威廉·福格特出生于东普鲁士的蒂尔西特。他的父亲是一名鞋匠，喜欢酗酒又沉迷赌博，不仅败光了家产，还经常虐待福格特和福格特的母亲。14岁时，他离家出走，想去柯尼斯堡寻求亲戚庇护他，却被警察抓进监狱，屈打成招被迫承认自己成为了乞丐，关了48个小时的禁闭，这是福格特人生第一次进监狱。因为这次事件，他回到了蒂尔西特的家中，但他的生活并没有好转，依然经常被虐待。

### 监狱生活

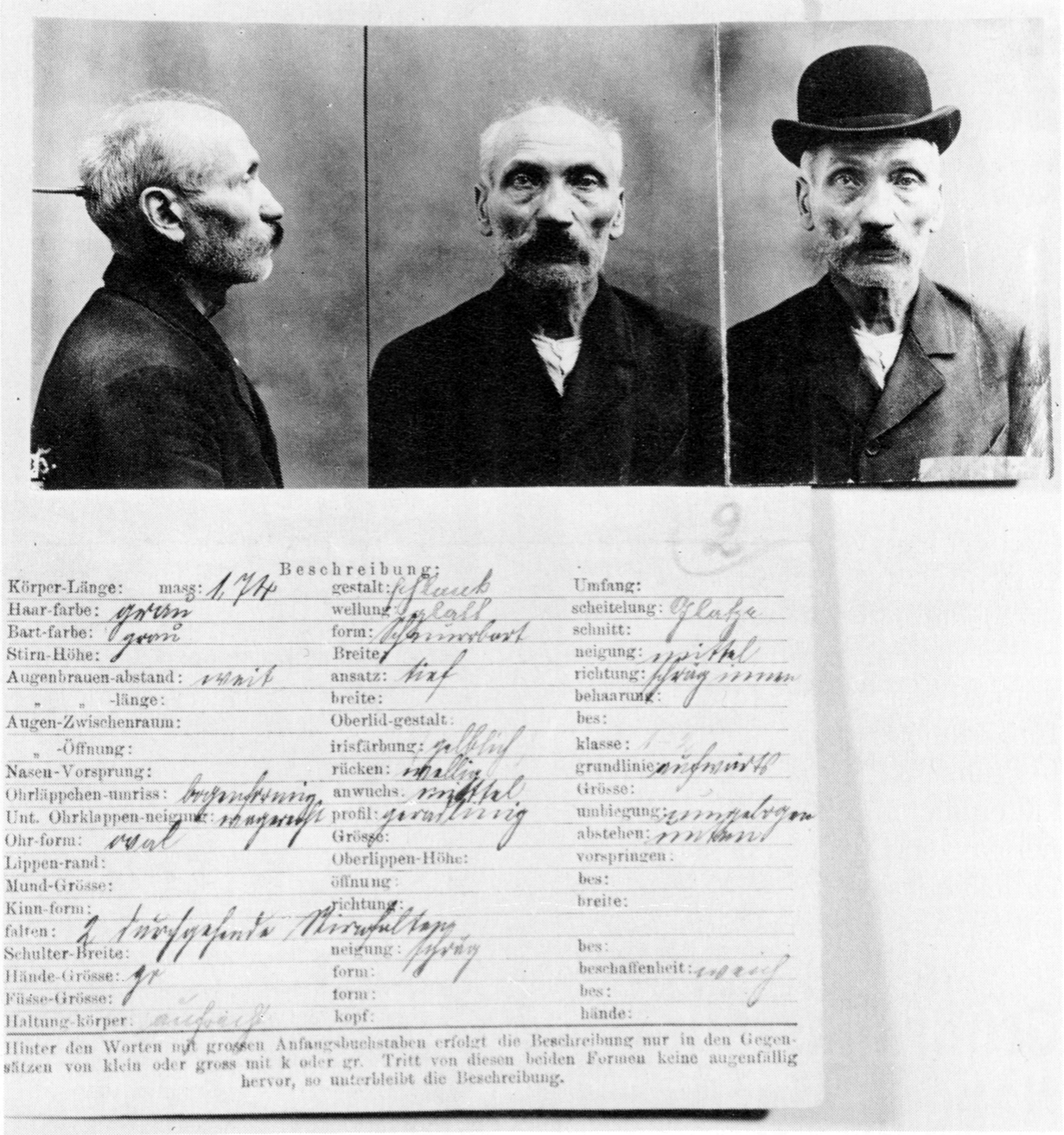
第二次进监狱时，警方给威廉·福格特拍下的照片及档案

随后，福格特前往柏林投靠他的姑姑与他的姑丈。在柏林，他很快便找到了一个鞋匠的工作，赚了一点小钱。某天，他收到了债务人偿还的一张三塔勒的汇票，便动起了歪脑筋，在「三」前面写上了「二十」。果然，他在银行柜台收到了23塔勒。此后，他便反复利用这个方法获得赃款。直到一次，他犯了一次失误，被柜台的工作人员发现了，随后被判处入狱十二年。这是威廉·福格特第二次进监狱。出狱后，他去过爱尔福特，又去过艾森纳赫、布拉格、维也纳等地，最后辗转来到了敖德萨。在敖德萨他成为了一个制鞋工厂的技术经理，却被同行陷害，又进了一次监狱。

### 抢劫市政厅

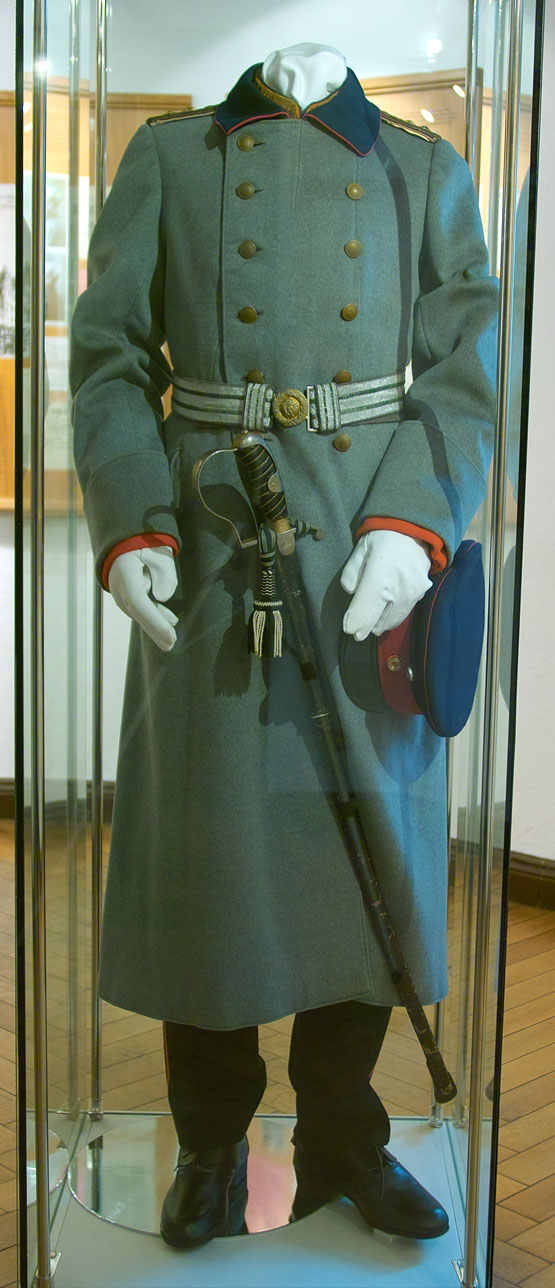
威廉·福格特在抢劫时就穿着这套制服。目前这套制服陈列于科佩尼克市政厅。

后来，他发现军人在普鲁士的地位极高，又听说科佩尼克市政厅中藏有200万黄金马克，便制定了他的计划。首先，他在二手杂物商店购买了一套普魯士第一步兵衛隊的制服。1906年10月17日，他前往科佩尼克，在皇家浴场找到了守卫长，让他找11名士兵。守卫长很快答应，找到了11个士兵。他以秘密任务为由带着士兵们乘坐民用火车，又给了士兵们一人一黄金马克让他们自己买啤酒喝，在车站吃午饭。吃饱之后，他向士兵们发出命令：杀向科佩尼克市政厅。一行人封锁了现场，以贪污为由逮捕了科佩尼克的市长乔治·朗格汉斯，又以核实贪污数目为理由没收了金库里所有的钱。随后福格特便说要向皇帝请示，让士兵们看着市政厅里的人，坐上了出租车，去了火车站，坐上火车去了柏林。
事发之后，人们都将这件离奇到不能再离奇的事件当成了茶余饭后的笑料。福格特的悬赏后来飙升到了3000马克。他用一些赃款接济了他的前狱友卡伦·伯格，卡伦·伯格认为他很反常，便向当局举报了他。福格特在柏林第二地区法院中被指控未经授权穿着制服、未经授权行使公职（即上尉的公职）、剥夺或限制市长、镇长和司库的自由、欺诈与伪造等五项罪名。于是，他被判处四年监禁。1908年8月16日（两年后），他被德国皇帝威廉二世赦免释放。当天，他即被以200马克的价格被请到录音棚，在留声机中录音称：
|               | 我内心渴望在自由的天空下徜徉，这种渴望愈发强烈。如今我已自由，但我希望并祈求上帝拯救我，请不要再让我成为一个法外狂徒。 |
| ——威廉·福格特 | |

### 出狱之后

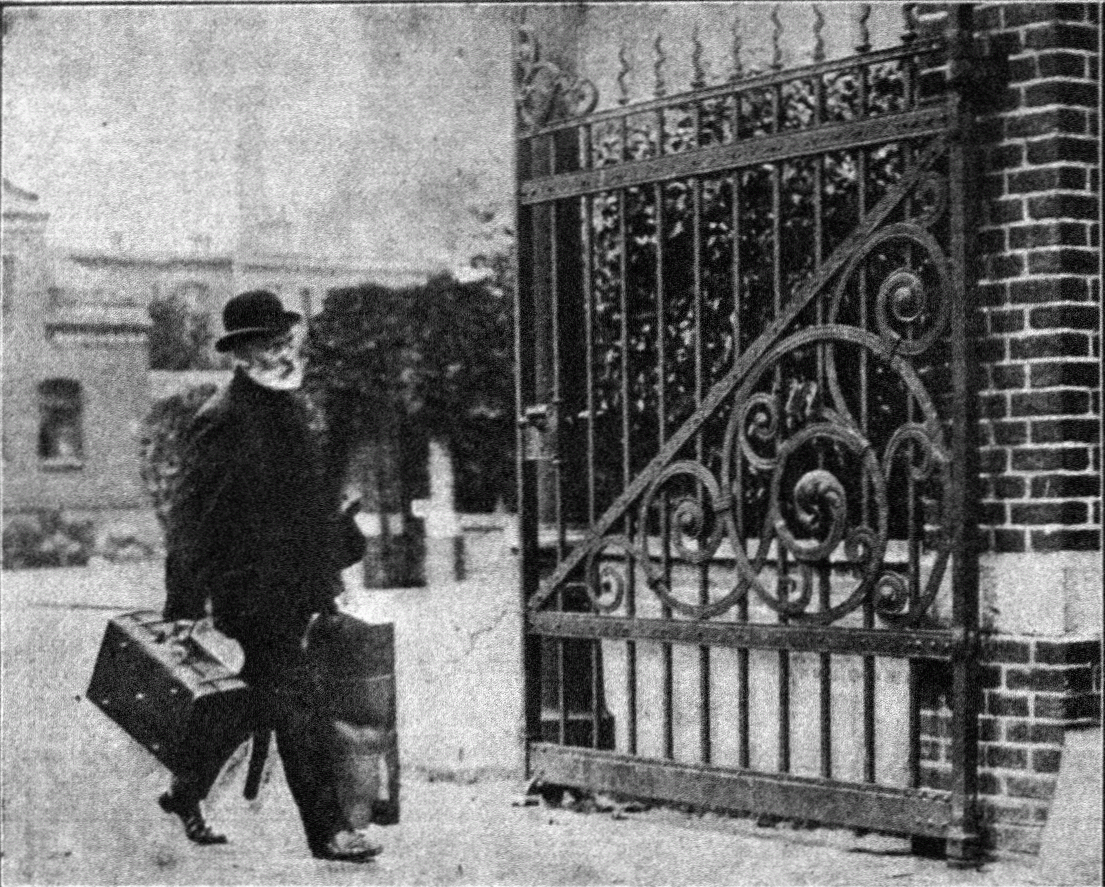
福格特离开泰戈尔监狱

出狱后，福格特受到了大量民众的追捧，他走遍了德国乃至整个欧洲（例如他在1908年11月26日出现在了波恩）他的出现带来了无数人群的骚动，使得警察都不得不出动维护秩序，两天内就有17人以扰乱治安罪或其他类似的违法行为被逮捕。1909年，他出版了自己的自传：《威廉·福格特：我是如何成为科佩尼克上尉的》。1910年5月1日，他获得了卢森堡的身份证，并搬到了卢森堡，主要做鞋匠的工作。凭借他的名气，他又赚了一笔小钱，成为了卢森堡国内第一个拥有汽车的人。

### 死后

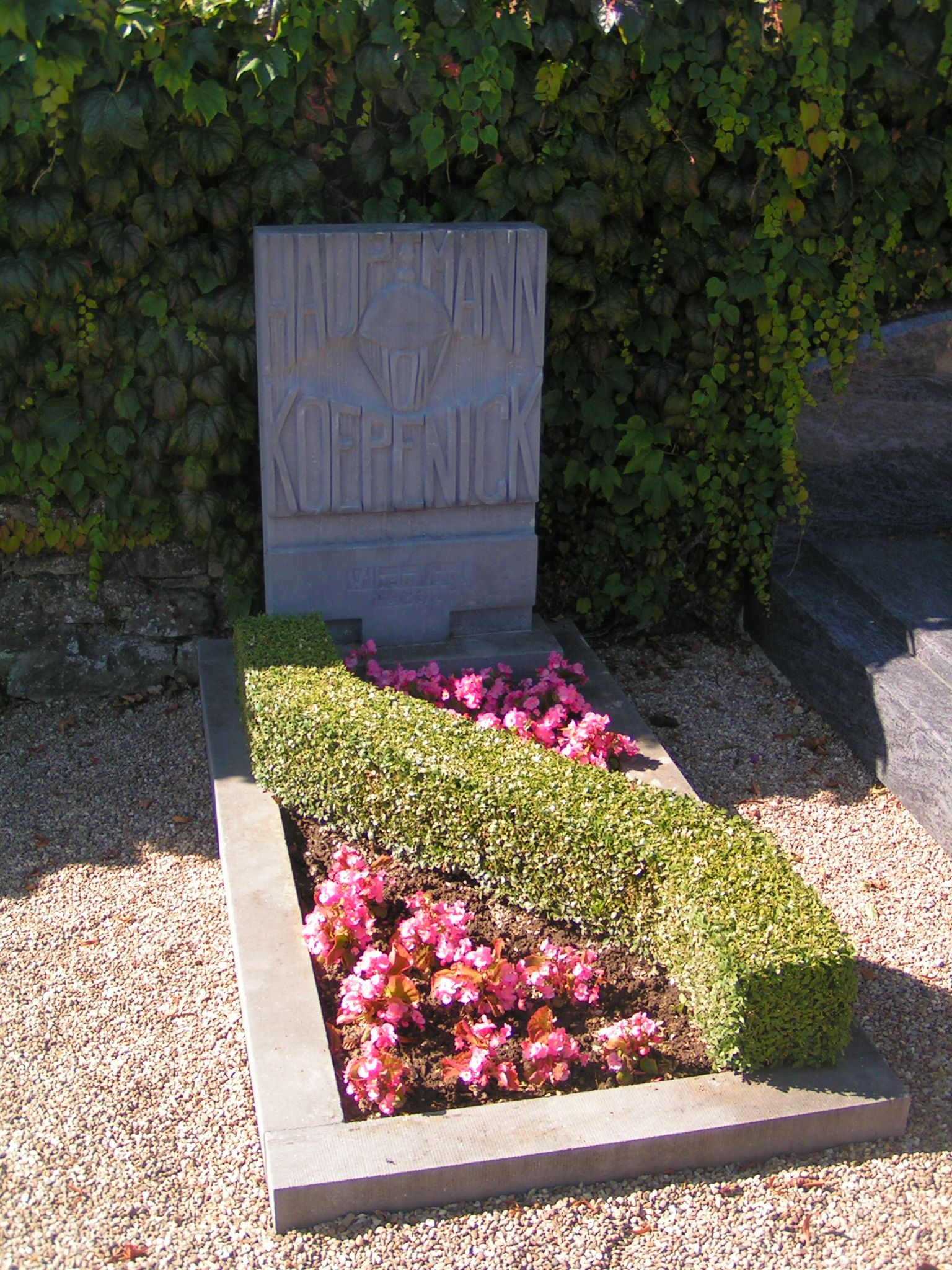
威廉·福格特的墓碑，葬在卢森堡卢森堡市。

1922年1月3日，威廉·福格特因肺部疾病在卢森堡市逝去，享年72岁。他被葬在了当地的一个圣母墓地。在他的葬礼上，有一位路过的法军军官问：“这是谁死了？”，送葬者便回答：“是冯·科佩尼克上尉。”法军军官肃然起敬，给他举行了隆重的军事葬礼。
1961年，萨拉萨尼马戏团为威廉·福格特捐赠了一块墓碑。
1996年，科佩尼克市政厅前竖立起了科佩尼克上尉的雕像。它是由亚美尼亚设计师斯巴达克·巴巴扬设计的。市政厅内还有威廉·福格特纪念馆，内有几件与科佩尼克上尉相关的展品。
1999年，有人提议将威廉·福格特的墓地迁回德国柏林，但卢森堡方面拒绝了这个请求。

## 艺术作品
在抢劫市政厅事件发生后，甚至威廉·福格特被捕前，这个事件就被翻拍成讽刺小品了。1906年10月19日，《前进报》就报道了一个歌舞表演；剧作家汉斯·冯·拉瓦伦茨在柏林创作了戏剧；知名侦探小说作家汉斯·海恩还写了一部插图诗集，甚至在1909年为威廉福格特的自传写了序言。1908年（即威廉·福格特被赦免那年），一个名为《科佩尼克上尉》的综艺节目在基尔上映。1931年，德国剧作家卡尔·扎克迈尔以科佩尼克上尉为原型创作了同名戏剧，并称为德国童话。1956年，一部德国彩色喜剧电影《科佩尼克上尉》诞生，该影片曾被提名第29届奥斯卡最佳外语片奖。

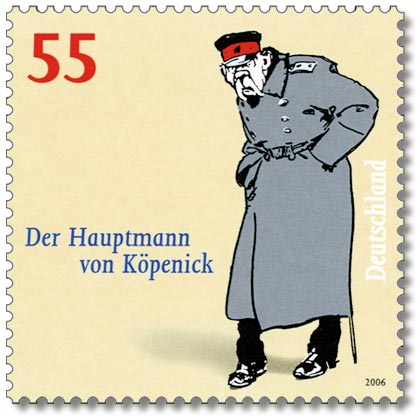
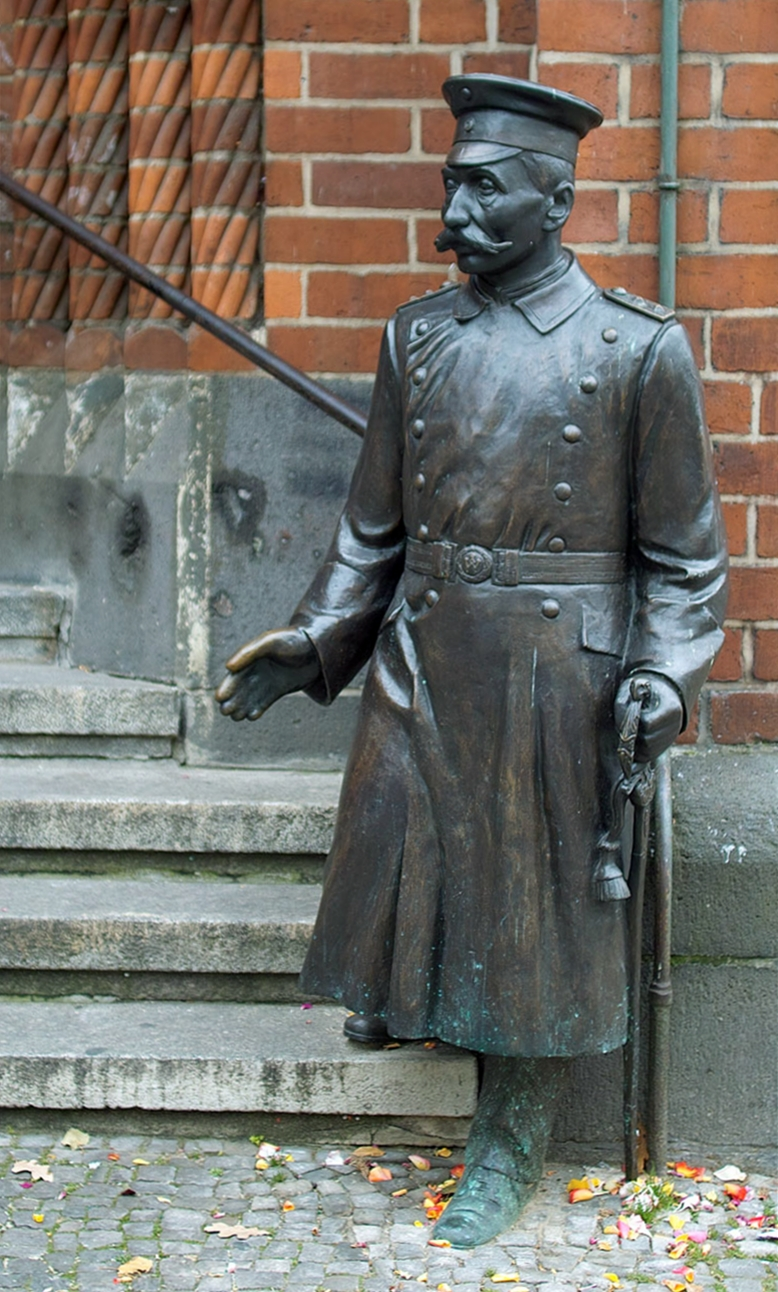
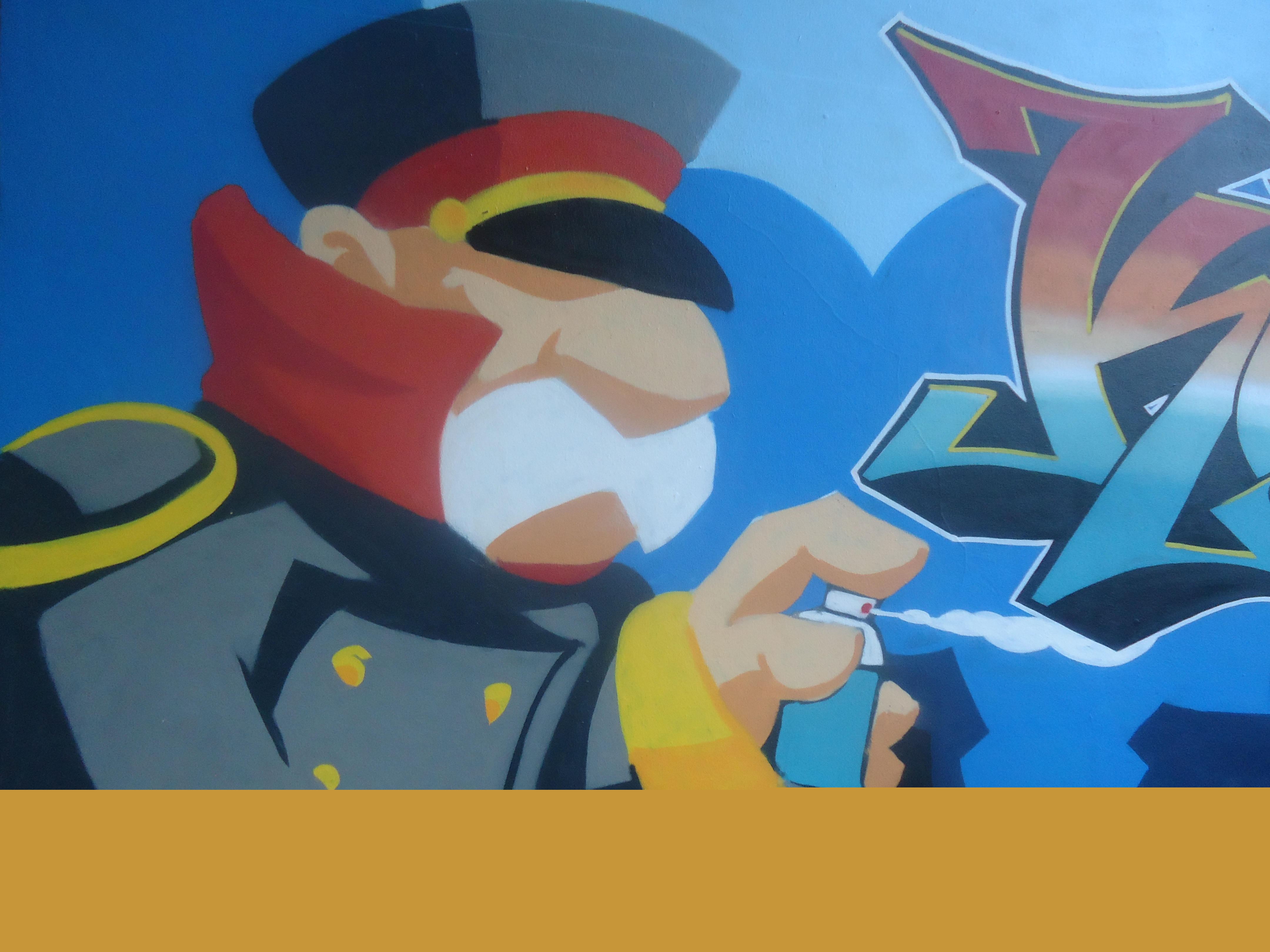
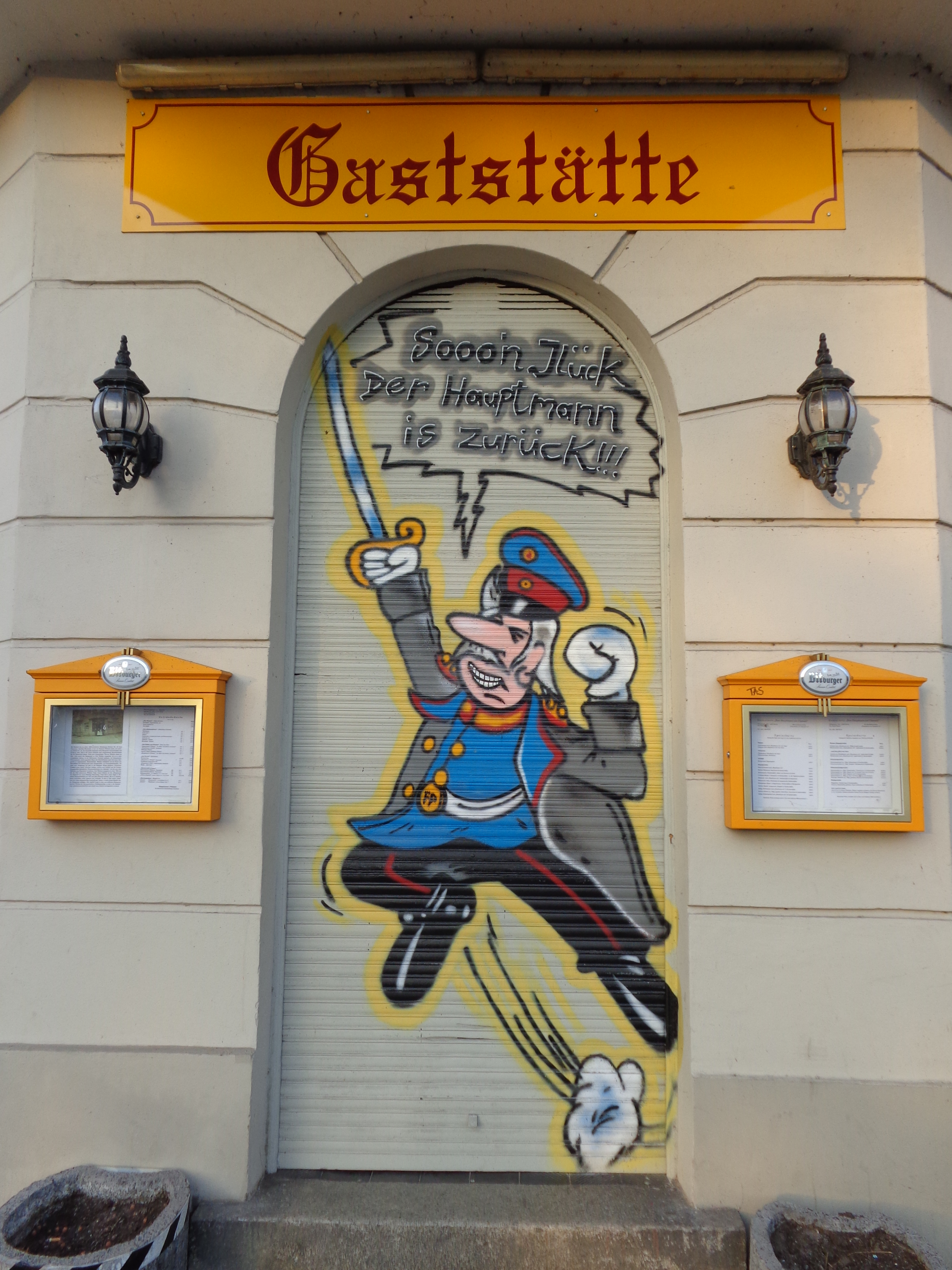